# 東讃

狭義の東讃
高松市周辺（広義の東讃）
小豆島（広義の東讃）
その他の香川県

東讃（とうさん）は、香川県（讃岐）の東部地域である。

## 広義
広義の東讃は、県土を東西に2分した東側である。高松市と、それより東の全域（離島を含む）からなる。公立高等学校の第1学区と一致する。
衆議院中選挙区時代は香川県第1区が置かれた。ただし綾歌郡国分寺町（現 高松市国分寺町）を含まない。

## 狭義
狭義の東讃は、東かがわ市、さぬき市、木田郡からなる。言い換えると、高松市より東の地域（離島を除く）である。
この場合、県土全体は通常、西讃・中讃・東讃に加え、東讃から高松市と小豆島を分離し5分される。離島の直島町は高松市と同じ地域にするか（右上の地図の色分けと同じ区分）、小豆島と同じ地域にする。

## 構成自治体
東讃の自治体一覧。
| 地図 の色  | 郡市       | 市町村     | 面積(km2) | 人口(人)  | 人口密度 (人/km2)    | 備考 |
| ---------- | ---------- | ---------- | --------- | --------- | -------------------- | ---- |
|            | さぬき市   | さぬき市   | 158.62km2 | 43,780人  | 276人/km2            |      |
| 東かがわ市 | 東かがわ市 | 152.86km2  | 25,780人  | 169人/km2 |                      |      |
| 木田郡     | 三木町     | 75.78km2   | 25,945人  | 342人/km2 |                      |      |
| 狭義の東讃 | 狭義の東讃 | 狭義の東讃 | 387.26km2 | 95,505人  | 247人/km2            |      |
|            | 高松市     | 高松市     | 375.54km2 | 408,625人 | 1,088人/km2          |      |
| 香川郡     | 直島町     | 14.21km2   | 2,944人   | 207人/km2 | （境界未定部分あり） |      |
|            | 小豆郡     | 土庄町     | 74.34km2  | 11,631人  | 156人/km2            |      |
| 小豆島町   | 小豆郡     | 95.59km2   | 12,620人  | 132人/km2 |                      |      |
| 広義の東讃 | 広義の東讃 | 広義の東讃 | 946.94km2 | 531,325人 | 561人/km2            |      |

## その他の東讃
- 伝統的には、高松藩の領地を東讃とした[6]。これは丸亀藩の西讃に対する。現在の市町村では、広義の東讃よりやや広く、坂出市・綾歌郡・丸亀市の一部・善通寺市の一部・仲多度郡まんのう町の一部が加わる。なお厳密には、一部の離島は津山藩領（小豆郡土庄町の西半・小豆島町の西半）や天領（香川郡直島町・高松市男木島・女木島）であり、高松藩領ではない。
- 漁業での海域の区分けでは、播磨灘を東讃とする[6]。陸地ではおよそ、狭義の東讃（東かがわ市・さぬき市・木田郡）と小豆島にあたる。